# ستيفن جويس
ستيفن جويس (بالإنجليزية: Steven Joyce)‏ هو سياسي نيوزلندي، ولد في 7 أبريل 1963 في نيوزيلندا. حزبياً، نشط في الحزب الوطني في نيوزيلندا.

## مناصب
- انتخب Minister for Infrastructure (New Zealand) [الإنجليزية]‏ (20 ديسمبر 2016 – 26 أكتوبر 2017).
- انتخب عضو مجلس النواب نيوزيلندا وقد انضم خلال فترته النيابية [الإنجليزية]‏ للكتلة البرلمانية الحزب الوطني في نيوزيلندا.
- انتخب وزير المالية [الإنجليزية]‏ (20 ديسمبر 2016 – 20 أكتوبر 2017).
- انتخب عضو مجلس النواب نيوزيلندا وقد انضم خلال فترته النيابية [الإنجليزية]‏ ( – 2 أبريل 2018) للكتلة البرلمانية الحزب الوطني في نيوزيلندا.